# Debre Berhan
Debre Berhan je grad i woreda u središnjoj Etiopiji. nalazi se u Zoni Semien Šoa u Regiji Amhara, oko 120 km sjeveroistočno od Adis Abebe. Grad leži na 2840 metera nadmorske visine. Debre Berhan bio je prvi glavni grad Etiopije, nakon tog razdoblja uz Ankober i Angolalu, bio je jedno od sjedišta Kraljevstva Šoa. 

## Povijest
Po etiopskoj legendi, Debre Berhan osnovao je car Zara Jakob (oko 1456.) zato što je vidio čudesno svjetlo na nebu iznad tog mjesta. On je čvrsto vjerovao da Bog time odobrava njegov postupak, od 38 dana prije, kad je naredio da se kamenuje do smrti grupa heretika. Zbog tog je naložio izgradnju crkve na tom mjestu, a nakon toga i vlastite palače, te još jedne crkve posvjećene sv. Cirjaku. Car Zara Jakob, nakon toga živio je u Debre Berhanu 12 godina od 14 koliko je još živio.
Njegov sin i nasljednik Baida Marjam izgleda da je prvi dio svoje vladavine proveo u Debre Berhanu. Nakon toga on je uveo novu praksu u upravljanju svojim carstvom - putujući dvor, bez stalnog sjedišta. Odlaskom dvora iz Debre Berhana, počeli su se osipati i njegovi stanovnici, tako da ubrzo spao na veće selo.
Takav seoski Debre Berhan se spominje nekoliko puta u 16. stoljeću prvi put kao centar za obuku vojske cara Lebna Dengela za vrijeme invazije Ahmada Granja. Drugi put se spominje zato što je i Ahmad Granj, nakon što je pobijedio etiopsku vojsku cara Lebna Dengela u Bitci kod Amba Sela, odabrao Debre Berhan za obuku svoje vojske prije nego što se uputio u napad u dubinu Etiopske visoravni. 
Debre Berhan ponovno je počeo dobivati na važnosti za vladavine
Asfa Vosena (1775. – 1808.), meridazmača Šoe, koji je sagradio svoj dvorac u gradu, i stolovao u njemu, istovremeno koristivši i Ankober i Angolalu kao svoje prijestolnice. Njegov sin Sale Selasije obnovio je Berhan Debre kao prijestolnicu, na početku 19. stoljeća nakon razaranja koja je pretrpila od oromskog plemena Abiču na početku svoje vladavine. On je dao izgraditi crkvu Selasije (Sv. Trojstvo).
Za vrijeme vladavine Menelika II. premiješteno je središte regije Šoa iz Liče u Debre Berhan.
Za cara Menileka II., stočni sajam u Debre Berhanu se 1880-ih držao za izuzetno važno tržište za mule i konje. Temeljno je obnovljena Crkva Sv. Trojstva (Selasije) 1906., a unutrašnjost dekorirana brojnim freskama.
Debre Berhan dobio je struju tek 1955. kada je istovremeno je puštena u rad 90 kW hidroelektrana koja je 1965. proširena na 125 kW, a godišnja proizvodnja 103.000 kWh.
Car Haile Selasije je osobno otvorio učiteljsku školu 1964. godine. 

## Stanovništvo
Prema podacima Središnje statističke agencije Etiopije -(CSA) za 2005., Debre Berhan je imao 67,243 stanovnika, od toga 34,055 muškaraca i 33,185 žena.
Pet najvećih etničkih grupa u gradu su; Amharci (90.12%), Oromci (3.94%), Tigré  (1.81%), Gurage (1.6%), i Argobe (1.2%), sve ostale etničke grupe imaju 1.33% stanovništva.amharski kao materinski jezik govori 93.81%, oromifu govori 3.04%, 1.5% tigrinju a ostatak od 1.65% ostale manje jezike. Najveći broj žitelja grada su vjernici Etiopske tevahedo Crkve, njih 94.59%, 4.05% su muslimani, a 1.02% protestanti.

## Gospodarstvo
U Debre Berhanu izgrađena je prva predionica vune u Etiopiji, koja je počela s radom 1. siječnja 1965. 
Debre Berhan je u Etipiji poznat po ručno tkanim tepisima.

## Gradske znamenitosti
Unatoč svojog velikog povijesnog značaja, u današnjem Debre Berhanu nije ostalo ništa iz tih povijesnih vremena. Svi značajniji objekti u gradu podignuti su za cara Menelika II. početkom 20. stoljeća.